# Мадонна с грушей
«Мадонна с грушей» (нем. Maria mit der Birnenschnitte) — картина немецкого живописца Альбрехта Дюрера, выполненная в 1512 году. В настоящее время находится в венском Музее истории искусств.

## Описание
Мадонна с младенцем была излюбленной темой в живописи Дюрера и, несомненно, пользовалась большой популярностью у меценатов. Мария, одетая в богатое синее одеяние, на тёмном фоне с обожанием смотрит на младенца. Покрывало мадонны почти касается головы ребёнка, повторяя её контуры. Большой и безымянный пальцы мадонны в нижней части картины подчеркивают хрупкость тела ребёнка. В левой руке Иисус держит верхнюю половину аккуратно нарезанной груши, которую ему разрезала мать. Он уже откусил небольшой кусочек. Это гармоничная картина с точки зрения цвета, композиции и сюжета. По отношению к зрителю Мария слегка развёрнута влево и наклоняет голову вниз, к ребёнку. Её взгляд также следует в этом направлении, мягко улыбающийся рот закрыт. Оживлённый мальчик, напротив, смотрит вправо вверх с поднятой головой, его маленькие зубки видны в слегка приоткрытом рту. Ни одна из фигур не изображена с нимбом.

## Интерпретация
Задумчивый взгляд Марии — неясно, смотрит ли она прямо на своего ребёнка или вниз — и оригинальный пурпурный цвет ткани, вероятно, указывают на скорую смерть Христа на кресте. Мягко улыбающаяся, но погружённая в себя Мадонна, кажется, уже знает о Страстях. Груша как атрибут Христа и Марии — не редкость в венецианской живописи эпохи Возрождения. Плод, который надкусил младенец Иисус, может быть интерпретирован как символ любви из-за своей сладости. Кроме того, в середине плода видны семена, что в переносном смысле, вероятно, означает всход семени жертвенной смерти Христа, обещающей искупление. Таким образом, Мария уподобляется грушевому дереву, дающему миру плод — маленького Иисуса, который, в свою очередь, приносит людям любовь и искупление. Помимо религиозного значения, в этом образе играет роль идея гуманизма. Отказ от нимбов подчеркивает человечность святых, поэтому картину также можно интерпретировать как изображение матери и ребёнка. С грушей как символом любви, интимные отношения между ними находятся на переднем плане. Задумчивость матери может рассматриваться как забота о будущем благополучии ребёнка.

## Техника живописи
Картина была написана на панели из липы с нанесением белого грунта. В неустановленное время панель длиной 49 см и шириной 37 см была утончена; сегодня её толщина составляет всего 4 мм. Рисунок, выполненный тонкой кистью, выявляет чёткие различия между изображением мадонны и Младенца. В то время как изображение Мадонны было выполнено очень тонко и детально, с многочисленными параллельными и поперечными штрихами, Дюрер изобразил Младенца только в общих чертах и написал его скупыми, часто прерывистыми линиями. В красочном воплощении Марии он почти без отступлений придерживался своего рисунка и изобразил её тонкими лессировками. Изображение младенца, напротив, несколько отклоняется от рисунка (ухо смещено влево), лежащее тело сформировано лаконичными возвышениями и пластически оформлено сфуматообразной чересстрочной штриховкой. Кроме того, Дюрер использовал большую долю тёмных пигментов в изображении ребёнка, чем у Марии. Для моделирования и структурирования цвета художник часто использовал свои пальцы или ладони на обеих фигурах.

## Провенанс
Дюрер написал «Мадонну с грушей» в Нюрнберге, заказчик неизвестен. Хотя Дюрер также создавал подобные изображения Девы Марии без заказа, тщательная прорисовка Мадонны означает, что он, вероятно, работал на заказчика. Изображая Марию, Дюрер опирался на другую свою работу с очень похожим изображением головы Марии, «Святое семейство» (1509).
Стилистически в прорисовке «Мадонны с грушей» можно обнаружить голландское и итальянское влияние. Мария напоминает так называемую Дангольсхаймскую Богоматерь, приписываемую Никласу Герхарту ван Лейдену, а ярко и скульптурно изображённый Младенец Христос имеет сильное сходство со скульптурой Андреа дель Верроккьо «Лежащий Путто».

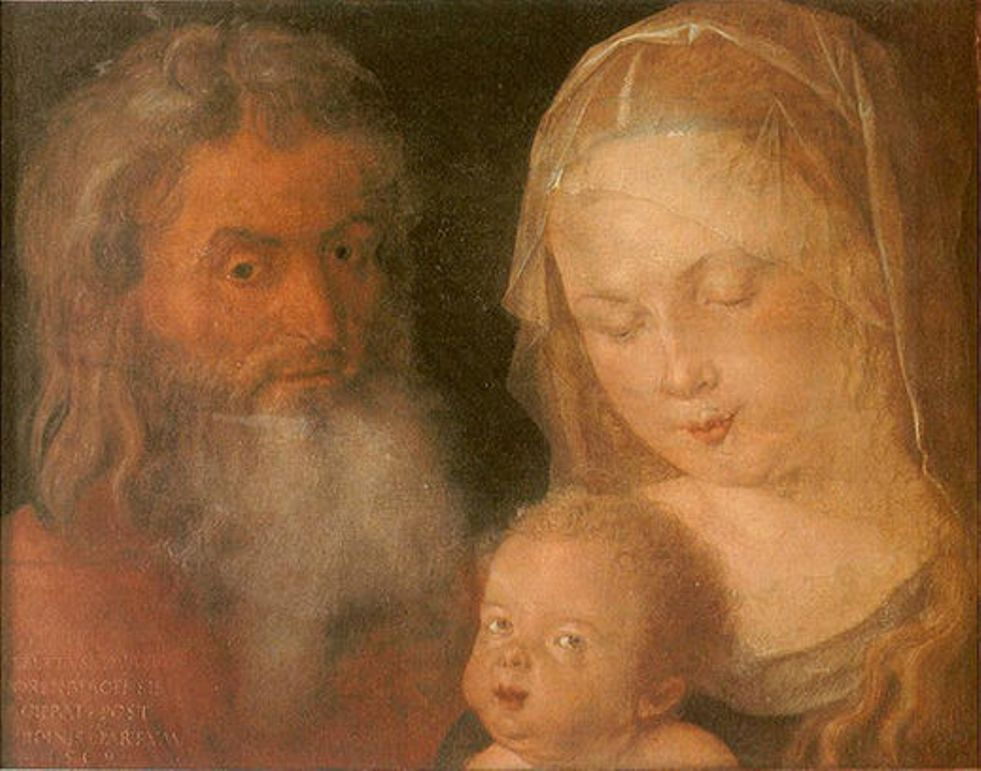
Дюрер. Святое семейство (1509)

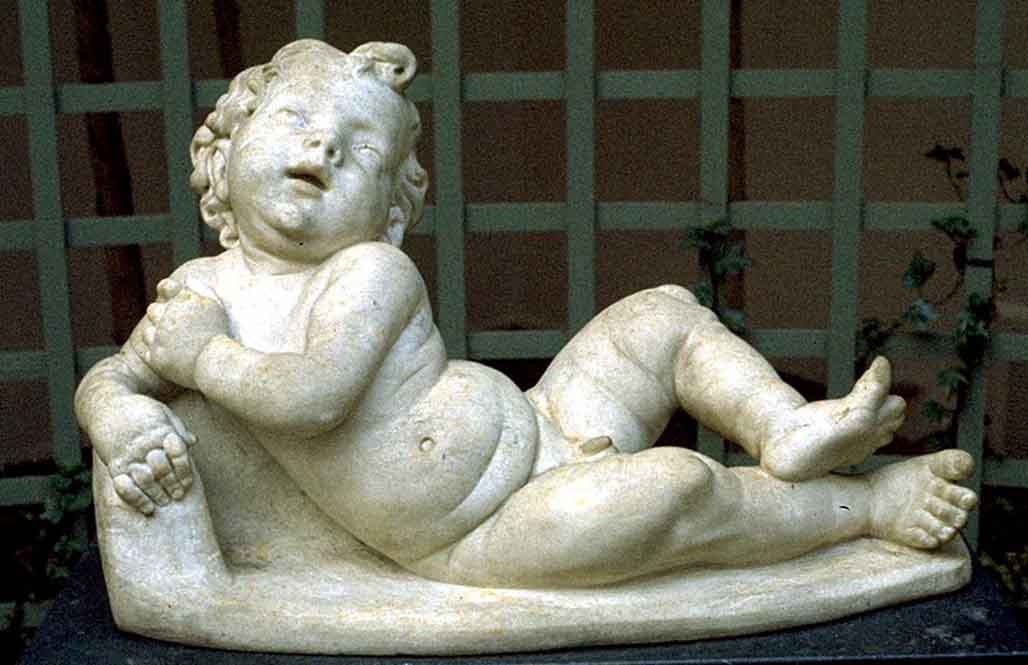
Верроккьо. Лежащий Путто

В 1600 году император Рудольф II приобрёл для своей пражской резиденции два неопределённых изображения Девы Марии, которые поступили из художественной коллекции Антуана Перрено де Гранвеля. Возможно, что «Мадонна с грушей» была одной из тех работ, которые впоследствии попали в венский Музей истории искусств из коллекции Рудольфа II.
В 1519 году Дюрер создал картину «Мадонна с младенцем и святой Анной», изображающую Святую Анну с дочерью Марией и младенцем Иисусом. В этой работе получили дальнейшее развитие идеи и мотивы изображения Марии.
Существует множество копий и вариаций «Мадонны с грушей», выполненных другими художниками в Италии и Германии. Некоторые из наиболее известных примеров:
- Даниэль Фрёшль (приписывается): Резьба «Мария с грушей» (после Дюрера), вскоре после 1600 года, Национальная галерея Праги.
- Даниэль Фрёшль (приписывается): Мадонна с виноградом (после Дюрера), вскоре после 1600 года, Прага, монастырь капуцинов
- Франциск ван дер Стин: Мария с грушевым срезом (после Дюрера), 1656/57, Лондон, Британский музей
- Иоганн Кристиан Рупрехт: Резьба «Мария с грушей» (после Дюрера), ок. 1650, Лейпциг, Музей изобразительных искусств
- Сассоферрато: Мария с младенцем (после Дюрера), ок. 1650, Будапешт, Музей Сепмювешети
- Сассоферрато: Молящаяся Мария, ок. 1650, частная коллекция